# ESBF Besançon
El Entente Sportive Besançon Féminine, abreviado como ESBF Besançon, es un club de balonmano femenino de la localidad francesa de Besanzón. En la actualidad juega en la Liga de Francia de balonmano femenino.

## Historia
El club Entente Sportive Bisontine fue fundado en 1970. En 1981, AS Chemaudin ascendió a la primera división y fue nombrado Campeón Nacional de Francia 1B2. Debido a la falta de infraestructura, se llevó a cabo una fusión con el club, que entonces jugó bajo el nombre de ES Besançon en el Campeonato de Francia 1982-1983. En 1988, la sección femenina consiguió su primer título nacional al ganar el campeonato de Francia. En 1992, Jacques Mariot, presidente del club durante diez años, tomó la iniciativa de separar las secciones masculina y femenina del club, dando así nacimiento a la Entente sportive Besançon masculina y la Entente Sportive Bisontine femenina.

## Palmarés
- Liga de Francia de balonmano femenino (4):
  - 1988, 1998, 2001, 2003
- Copa de Francia (4):
  - 2001, 2002, 2003, 2005
- Copa de la Liga (2):
  - 2003, 2004
- Recopa de Europa (1):
  - 2003

## Plantilla 2021-2022
|  | Porteras - 1 Roxanne Franck - 21 Florence Bonnet - 87 Sakura Hauge Extremos derechos - 14 Ema Cordier - 28 Lucie Granier - 31 Sabrina Zazaï Extremos izquierdos - 13 Camille Aoustin - 15 Kiara Tshimanga - 55 Léa Pobelle Pivotes - 9 Léa Cuenot - 10 Louise Cusset - 23 Pauline Robert | Laterales izquierdos - 8 Clarisse Mairot - 66 Aleksandra Rosiak - 75 Audrey Dembélé Centrales - 7 Alizée Frécon - 18 Juliette Mairot - 30 Juliette Faure - 93 Line Uno Laterales derechos - 4 Mathilde Roy - 39 Natalia Nosek |